# モーターサイクルショー
モーターサイクルショーはオートバイメーカー各社の新型オートバイを集めて開催する見本市。オートバイだけでなく、サイドカーやトライクなどの三輪車、全地形対応車、サイド・バイ・サイド・ビークル、スノーモービル、電動自転車、ライダーを保護するランディングギア、ツーリング向けのバッグ、カーナビなども展示される。

## 国内
- 北海道モーターサイクルショウ
- 旭川バイクフェスタ (1350024636167447) - Facebook
- 東京モーターサイクルショー
- 名古屋モーターサイクルショー
- 大阪モーターサイクルショー
- ウエストジャパンモーターサイクルショー
- インポートモーターサイクルショー関西
- フクオカ・モーターサイクル・フェスティバル

## 国外
- 重慶モーターサイクルショー
- 大韓民国国際モーターサイクルショー
- パリ国際モーターサイクルショー
- NEC国際モーターサイクルショー
- EICMA
- AIMExpo
- インターモト